# Paso de los Libres
Paso de los Libres ist eine Stadt in Argentinien und die Hauptstadt des Departamento Paso de los Libres im Osten der Provinz Corrientes. 2010 lag die Einwohnerzahl bei 43.251 Personen.

## Geografie
Paso de los Libres befindet sich im äußersten Nordosten Argentiniens in der Provinz Corrientes. Die Stadt liegt am rechten (westlichen) Ufer des Flusses Río Uruguay, gegenüber der Stadt Uruguaiana im brasilianischen Bundesstaat Rio Grande do Sul, mit der sie durch die Straßen- und Eisenbahnbrücke Puente Internacional Agustín P. Justo - Getúlio Vargas verbunden ist.

## Geschichte
Die Stadt wurde am 12. September 1843 von General Joaquín Madariaga gegründet. Eine Statue zu Ehren von Stadtgründer Joaquín Madariaga befindet sich im Stadtpark.

## Einwohnerentwicklung
| Jahr | Einwohnerzahl |
| ---- | ------------- |
| 1991 | 33.967        |
| 2001 | 40.494        |
| 2010 | 43.251        |

## Infrastruktur
Neben einem eigenen Bahnhof verfügt die Stadt mit dem Flughafen Paso de los Libres über einen kleinen internationalen Flughafen. Die Nationalstraße Ruta Nacional 117 führt durch die Stadt und endet hier mit der Grenze zu Brasilien.

## Persönlichkeiten
- Arturo Frondizi (1908–1995), Politiker und Präsident Argentiniens
- Osvaldo Escudero (* 1960), Fußballspieler
- Gustavo Eberto (1983–2007), Fußballspieler
- Carlos Layoy (* 1991), Hochspringer